# Кондратенко Степан Лаврентійович
Степан Лаврентійович Кондратенко (25 грудня 1894, містечко Тереховка, тепер селище Добруського району Гомельської області, Білорусь — ?) — радянський військовий діяч, військовий комісар Молдавської РСР, Херсонський обласний військовий комісар. Член ЦК КП(б) Молдавії в 1941—1949 роках. Депутат Верховної Ради Молдавської РСР 1-го скликання.

## Життєпис
Народився в селянській родині. До 1915 року працював робітником ливарного цеху. Освіта незакінчена середня.
З 1915 до 1917 року служив у російській імператорській армії, учасник Першої світової війни.
У 1917—1918 роках — працював у сільському господарстві батька; брав участь у радянському партизанському русі.
З червня 1918 року — в Червоній армії, учасник громадянської війни в Росії.
Член РКП(б) з 1925 року.
У 1938—1940 роках — військовий комісар Молдавської АРСР.
У листопаді 1940 — липні 1941 року — військовий комісар Молдавської РСР.
Під час німецько-радянської війни в 1941—1944 роках — начальник відділу укомплектування штабів 5-ї, 6-ї, 7-ї та 68-ї армій.
У 1944—1945 роках — військовий комісар Молдавської РСР.
22 квітня 1945 — 30 серпня 1946 року — Херсонський обласний військовий комісар.
З 30 серпня 1946 року — у відставці. Подальша доля невідома.

## Звання
- воєнлікар 3-го рангу
- полковник

## Нагороди
- орден Леніна (21.02.1945)
- два ордени Червоного Прапора (1928, 3.11.1944)
- орден Вітчизняної війни І ступеня (22.05.1943)
- медаль «XX років Робітничо-Селянській Червоній Армії» (1938)
- медаль «За оборону Сталінграда» (1942)
- медаль «За перемогу над Німеччиною у Великій Вітчизняній війні 1941—1945 рр.» (1945)
- медалі